# Frederick Corbin Lukis

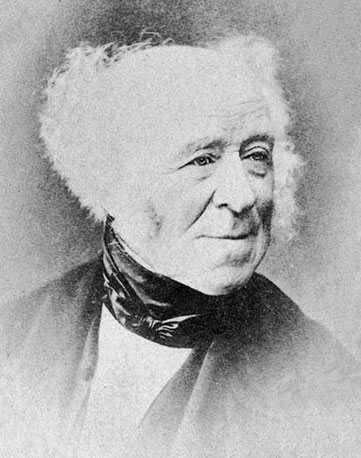
Frederick Corbin Lukis

Frederick Corbin Lukis (* 24. Februar 1788 in St. Peter Port auf Guernsey; † 15. November 1871 ebenda) war ein britischer Natur- und Altertumsforscher, der unter anderem die Megalithanlagen auf den Kanalinseln untersuchte.

## Leben
Sein Vater, John Lukis (1753–1832), war Hauptmann in der Miliz von Guernsey, seine Mutter Sarah Collings (1749–1816). Er wurde durch Weinhandel und als Kaperkapitän reich und baute in der Grange Road am Rande von St. Peter Port ein großes Haus. Wie sein Vater war er Mitglied in der Guernsey Militia, wo er den Rang eines Obersten erreichte und wurde 1820 Flügeladjutant des Gouverneurs von Guernsey.
Schon in jungen Jahren zeigte Lukis Interesse an Geologie, Botanik und Geschichte. Sebire bezeichnet ihn als „bemerkenswerten Polymath“. Sein Vetter Joshua Gosselin (1739–1813) nahm ihn 1811 zu einer Grabung im Entrance Grave La Varde auf L’Ancresse Common mit, das von Soldaten entdeckt worden war. Dies weckte sein Interesse an der Altertumsforschung. Er war der örtliche Sekretär der Botanical Society of the British Isles und interessierte sich auch für Meteorologie.
Am 17. Februar 1813 heiratete er seine Base Elizabeth Collings (1791–1865), mit der er sechs Söhne und drei Töchter hatte. Seine unverheiratete Tochter Mary-Anne (1822–1906), die bei ihm zu Hause lebte, fertigte später zahlreiche Aquarelle seiner Ausgrabungen an. Er wurde 1853 in die Society of Antiquaries of London aufgenommen. Mitte des 19. Jahrhunderts hat er viele Anlagen ausgegraben, beschrieben und katalogisiert. Er verfasste umfangreiche Arbeiten über die Megalithanlagen der Kanalinseln, Großbritanniens und Frankreichs, die jedoch weitgehend unpubliziert blieben. Seine Zeitgenossen waren von der wissenschaftlichen Natur seiner Grabungen sowie von seinen Forschungen beeindruckt, in denen er alle unbewiesenen Theorien und Vorannahmen ablehnte und stattdessen prähistorische Monumente anhand der in ihnen gemachten Funde interpretierte. Er diskutierte seine Erkenntnisse unter anderem mit Worsaae und Charles de Gerville.

## Nachleben
Im Guernsey Museum wird ein wenig über sein Leben berichtet, einige Dokumente wurden vom British Museum übernommen.
Seine Biographin Heather Sebire nennt ihn einen „Pioneer archaeologist“.

## Veröffentlichungen (Auswahl)
- Observations on the primaeval antiquities of the Channel Islands. In: Archaeological Journal. 1, 1844, S. 144–152.
- Letters on the natural history of the Channel Islands. 1860
- Carey Curtis (Hrsg.), The Account of the Restoration of the Town Church, Guernsey, in the year 1822 etc. Bichard’s Printing and Publishing, Guernsey 1916.